# 猪坚强
猪坚强（2007年4月—2021年6月16日），又称36娃儿、朱坚强，是一头在2008年汶川大地震中被埋在废墟下36天后生还的猪。

## 发现
2008年汶川大地震发生后，四川彭州市龙门山镇团山村村民万兴明家的一头重达150公斤的猪于震后埋在废墟下36天，凭借自身能量与吃黑木炭、饮雨水而活。于2008年6月17日被成都军区某飞行学院的战士挖出来时，尚生存，其体重只有50多公斤，减了三分之二，创造了一个生命的奇迹。于是很多市民及网友为之感动，呼吁不要宰杀它，让它快乐地度过余生。有评论认为，该事件表现了四川人特有的幽默感与坚强乐观的态度。

## 影响

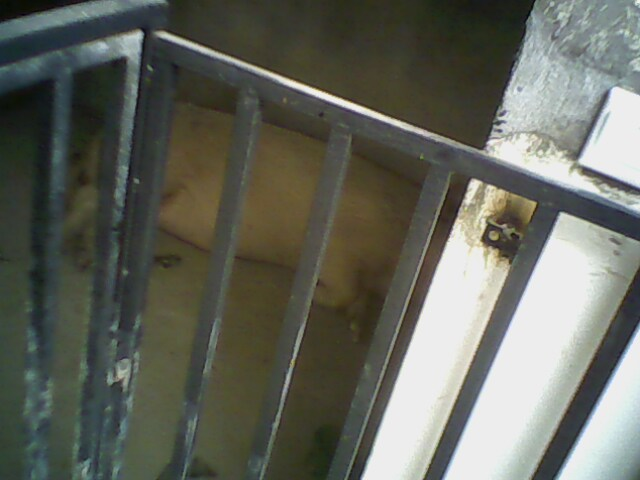
建川博物馆中的猪坚强

2008年6月，建川博物馆用3008元将之买下，还捐了一万元给猪主人恢复生产生活，博物馆给这头猪取小名为“36娃儿”，大名为猪坚强。博物馆表示，猪坚强将在博物馆度过余生。半年后，猪坚强的体重又回复，并增长到200公斤。亦有音乐人将它的事迹写成了歌曲。成都草根剧组举办了以弘扬草根“猪坚强”精神的“草根猪坚强”春晚，得到了全国草根网友的热捧，并由腾讯网进行了直播，反响强烈，成都草根剧组为猪坚强拍摄的MV在晚会上播出极大了震动了正处于金融危机的草根心理，为草根建立了战胜金融危机的信心，成都草根剧组开展了为“猪坚强”颁发感动中国十大动物冠军奖牌的仪式和“猪坚强大破金融危机”的活动，受到网友的好评。
2011年，中國科學家克隆了豬堅強。
2019年，建川博物馆专门为猪坚强修建了一栋外形酷似猪，约50平米的“猪坚强之家”，供其养老及展览相关事迹。

## 晚年
2021年，已经14岁的猪坚强因为年纪太大，身体状况大不如前，甚至无法站立，工作人员透露会考虑为其实施安乐死，遗体可能被制作成标本。同年5月10日，建川博物馆聚落微博援引獸醫的消息表示，猪坚强已进入了生命的晚期。
2021年6月16日晚10点50分，猪坚强因年老衰竭去世。後來猪坚强在经过大连生命奥秘博物馆的标本制作后，其皮肤和骨骼标本被送回建川博物馆，内脏和肌肉标本则展出于大连生命奥秘博物馆。2022年5月12日，猪坚强标本正式回归建川博物馆並面向公众展出。